# Вітрильний спорт на літніх Олімпійських іграх 2024 — кваліфікація
У змаганнях з вітрильного спорту на літніх Олімпійських іграх 2024 року зможуть взяти участь 312 спортсменів (по 156 чоловіків та жінок), які змагатимуться за 10 комплектів нагород. Кожну країну може представляти тільки один екіпаж у кожному класі і не більш як 14 спортсменів загалом (по 7 чоловіків і жінок).

## Правила кваліфікації
312 квотних місць для участі у змаганнях Парижа-2024 надаються яхтсменам, які представляють свої НОК, на підставі результатів, показаних на регатах World Sailing. Як країна-господарка Франція гарантує собі по одному квотному місцю в кожному з десяти класів суден, і ще чотири квотні місця (по два для кожної статі) розподіляє Тристороння комісією між НОК, які претендують на участь у чоловічому класі ILCA 7 і жіночому класі ILCA 6.
Кваліфікаційний період розпочинається на Чемпіонаті світу з вітрильного спорту 2023 року в Гаазі (Нідерланди), де 107 місць, що становить близько сорока відсотків від загальної квоти, буде розподілено між НОК, які показали найвищі результати в десяти різних класах парусного спорту. Згодом у кожному класі по одному квотному місцю одержать найкращі з НОК, що ще не кваліфікувалися, на відповідних континентальних регатах (Африка, Азія, Центральна та Південна Америка, Європа, Північна Америка та Карибський басейн, Океанія), за винятком класів ILCA, які розподілять квотні місця так. Сім місць одержать яхтсмени, які представляють команди, що посіли найвищі місця на чемпіонатах світу 2024 року в класах ILCA 7 та ILCA 6, які раніше не пройшли кваліфікацію. Тринадцять квотних місць буде розподілено на континентальних відбіркових регатах (по два на кожен континент, крім Азії, яка розіграє три квотні місця на двох регатах).
Місця для всіх класів суден, що залишилися від загальної квоти, буде розподілено на регаті «Останній шанс» 2024 року в Єре (Франція), а також в рамках програми World Sailing Emerging Nations.

## Країни, що кваліфікувалися
| Країна                              | оловіки | оловіки      | оловіки | оловіки | Жінки  | Жінки        | Жінки  | Жінки   | Змішані | Змішані  | Загалом | Загалом     |
| Країна                              | IQFoil  | Формула Кайт | ILCA 7  | 49er    | IQFoil | Формула Кайт | ILCA 6 | 49er FX | 470     | Накра 17 | Човнів  | Спортсменів |
| ----------------------------------- | ------- | ------------ | ------- | ------- | ------ | ------------ | ------ | ------- | ------- | -------- | ------- | ----------- |
| Алжир (ALG)                         | Так     |              |         |         |        |              |        |         |         |          | 1       | 1           |
| Ангола (ANG)                        |         |              | Так     |         |        |              |        |         | Так     |          | 2       | 3           |
| Антигуа і Барбуда (ANT)             |         | Так          |         |         |        |              |        |         |         |          | 1       | 1           |
| Аргентина (ARG)                     | Так     |              | Так     |         | Так    | Так          | Так    |         |         | Так      | 6       | 7           |
| Аруба (ARU)                         | Так     |              | Так     |         |        |              |        |         |         |          | 2       | 2           |
| Австралія (AUS)                     | Так     |              | Так     | Так     | Так    | Так          | Так    | Так     |         | Так      | 8       | 11          |
| Австрія (AUT)                       |         | Так          |         | Так     | Так    | Так          |        |         | Так     | Так      | 6       | 9           |
| Бельгія (BEL)                       |         |              | Так     | Так     |        |              | Так    | Так     |         | Так      | 5       | 8           |
| Бермуди (BER)                       |         |              |         |         |        |              | Так    |         |         |          | 1       | 1           |
| Бразилія (BRA)                      | Так     | Так          | Так     | Так     |        |              | Так    | Так     | Так     | Так      | 8       | 12          |
| Британські Віргінські Острови (IVB) |         |              | Так     |         |        |              |        |         |         |          | 1       | 1           |
| Канада (CAN)                        |         |              |         | Так     |        | Так          | Так    | Так     |         |          | 4       | 6           |
| Кайманові Острови (CAY)             |         |              |         |         |        |              | Так    |         |         |          | 1       | 1           |
| Чилі (CHI)                          |         |              | Так     |         |        |              | Так    |         |         |          | 2       | 2           |
| Китай (CHN)                         | Так     | Так          |         | Так     | Так    | Так          | Так    | Так     | Так     | Так      | 9       | 13          |
| Колумбія (COL)                      |         | Так          |         |         |        |              |        |         |         |          | 1       | 1           |
| Хорватія (CRO)                      |         | Так          | Так     | Так     | Так    |              | Так    |         |         |          | 5       | 6           |
| Кіпр (CYP)                          |         | Так          | Так     |         | Так    |              | Так    |         |         |          | 4       | 4           |
| Чехія (CZE)                         |         |              |         |         | Так    |              |        | Так     |         |          | 2       | 3           |
| Данія (DEN)                         | Так     |              | Так     | Так     |        |              | Так    | Так     |         | Так      | 5       | 8           |
| Єгипет (EGY)                        |         |              | Так     |         |        |              | Так    |         |         |          | 2       | 2           |
| Сальвадор (ESA)                     |         |              | Так     |         |        |              |        |         |         |          | 1       | 1           |
| Естонія (EST)                       |         |              | Так     |         | Так    |              |        |         |         |          | 2       | 2           |
| Фіджі (FIJ)                         |         |              | Так     |         |        |              | Так    |         |         |          | 2       | 2           |
| Фінляндія (FIN)                     | Так     |              | Так     |         |        |              | Так    | Так     |         | Так      | 5       | 7           |
| Франція (FRA)                       | Так     | Так          | Так     | Так     | Так    | Так          | Так    | Так     | Так     | Так      | 10      | 14          |
| Німеччина (GER)                     | Так     | Так          | Так     | Так     | Так    | Так          | Так    | Так     | Так     | Так      | 10      | 14          |
| Велика Британія (GBR)               | Так     | Так          | Так     | Так     | Так    | Так          | Так    | Так     | Так     | Так      | 10      | 14          |
| Греція (GRE)                        | Так     | Так          |         |         |        |              |        |         | Так     |          | 3       | 4           |
| Гватемала (GUA)                     |         |              | Так     |         |        |              |        |         |         |          | 1       | 1           |
| Гонконг (HKG)                       | Так     |              | Так     | Так     | Так    |              |        |         |         |          | 4       | 5           |
| Угорщина (HUN)                      |         |              | Так     |         |        |              | Так    |         |         |          | 2       | 2           |
| Індія (IND)                         |         |              | Так     |         |        |              | Так    |         |         |          | 2       | 2           |
| Ірландія (IRL)                      |         |              | Так     | Так     |        |              | Так    |         |         |          | 3       | 4           |
| Ізраїль (ISR)                       | Так     | Так          | Так     |         | Так    | Так          | Так    |         | Так     |          | 7       | 8           |
| Італія (ITA)                        | Так     | Так          | Так     |         | Так    | Так          | Так    | Так     | Так     | Так      | 9       | 12          |
| Японія (JPN)                        | Так     |              |         |         |        |              |        | Так     | Так     | Так      | 4       | 7           |
| Кувейт (KUW)                        |         |              |         |         |        |              | Так    |         |         |          | 1       | 1           |
| Литва (LTU)                         | Так     |              |         |         |        |              | Так    |         |         |          | 2       | 2           |
| Малайзія (MAS)                      |         |              | Так     |         |        |              | Так    |         |         |          | 2       | 2           |
| Маврикій (MRI)                      |         | Так          |         |         |        | Так          |        |         |         |          | 2       | 2           |
| Мексика (MEX)                       |         |              |         |         | Так    |              | Так    |         |         |          | 2       | 2           |
| Чорногорія (MNE)                    |         |              | Так     |         |        |              |        |         |         |          | 1       | 1           |
| Мозамбік (MOZ)                      |         |              |         |         |        |              | Так    |         |         |          | 1       | 1           |
| Нідерланди (NED)                    | Так     |              | Так     | Так     | Так    | Так          | Так    | Так     |         | Так      | 8       | 11          |
| Нова Зеландія (NZL)                 | Так     | Так          | Так     | Так     | Так    | Так          | Так    | Так     |         | Так      | 9       | 12          |
| Норвегія (NOR)                      |         |              | Так     |         | Так    |              | Так    | Так     |         |          | 4       | 5           |
| Перу (PER)                          |         |              | Так     |         | Так    |              | Так    |         |         |          | 3       | 3           |
| Польща (POL)                        | Так     | Так          |         | Так     | Так    | Так          | Так    | Так     |         |          | 7       | 9           |
| Португалія (POR)                    |         |              | Так     |         |        | Так          | Так    |         | Так     |          | 4       | 5           |
| Пуерто-Рико (PUR)                   |         |              | Так     |         |        |              |        |         |         |          | 1       | 1           |
| Румунія (ROU)                       |         |              |         |         |        |              | Так    |         |         |          | 1       | 1           |
| Сент-Люсія (LCA)                    |         |              | Так     |         |        |              |        |         |         |          | 1       | 1           |
| Самоа (SAM)                         |         |              | Так     |         |        |              | Так    |         |         |          | 2       | 2           |
| Сінгапур (SGP)                      |         | Так          | Так     |         |        |              |        |         |         |          | 2       | 2           |
| Словаччина (SVK)                    | Так     |              |         |         |        |              |        |         |         |          | 1       | 1           |
| Словенія (SLO)                      |         | Так          | Так     |         | Так    |              | Так    |         | Так     |          | 5       | 6           |
| Південна Корея (KOR)                |         |              | Так     |         |        |              |        |         |         |          | 1       | 1           |
| Іспанія (ESP)                       | Так     |              | Так     | Так     | Так    | Так          | Так    | Так     | Так     | Так      | 9       | 13          |
| Швеція (SWE)                        |         |              | Так     |         | Так    |              | Так    | Так     | Так     | Так      | 6       | 9           |
| Швейцарія (SUI)                     | Так     |              |         | Так     |        | Так          | Так    |         | Так     |          | 5       | 7           |
| Таїланд (THA)                       |         | Так          | Так     |         |        | Так          | Так    |         |         |          | 4       | 4           |
| Туреччина (TUR)                     |         |              | Так     |         | Так    | Так          | Так    |         | Так     | Так      | 6       | 8           |
| США (USA)                           | Так     | Так          |         | Так     | Так    | Так          | Так    | Так     | Так     | Так      | 9       | 13          |
| Уругвай (URU)                       |         |              |         | Так     |        |              | Так    |         |         |          | 2       | 3           |
| Total: 65 НОКs                      | 24      | 20           | 43      | 20      | 24     | 20           | 43     | 20      | 19      | 19       | 252     | 330         |

## Чоловіки

### IQFoil (чоловіки)
| #  | Країна                | Дисципліна                             | Місце | Яхтсмен, що кваліфікувався | Заявлений яхтсмен |
| -- | --------------------- | -------------------------------------- | ----- | -------------------------- | ----------------- |
| 1  | Франція (FRA)         | Країна-господарка                      | Н/Д   | Н/Д                        | Ніколя Гуаяр      |
| 2  | Нідерланди (NED)      | Чемпіонат світу 2023                   | 1     | Люк ван Опзеланд           | Люк ван Опзеланд  |
| 3  | Німеччина (GER)       | Чемпіонат світу 2023                   | 2     | Себастьян Кердель          | Себастьян Кердель |
| 4  | Італія (ITA)          | Чемпіонат світу 2023                   | 3     | Ніколо Ренна               | Ніколо Ренна      |
| 5  | Велика Британія (GBR) | Чемпіонат світу 2023                   | 5     | Сем Сіллз                  | Сем Сіллз         |
| 6  | Ізраїль (ISR)         | Чемпіонат світу 2023                   | 6     | Йоав Омер                  | Том Реувені       |
| 7  | Нова Зеландія (NZL)   | Чемпіонат світу 2023                   | 7     | Джош Арміт                 | Джош Арміт        |
| 8  | Австралія (AUS)       | Чемпіонат світу 2023                   | 9     | Ґрае Морріс                | Ґрае Морріс       |
| 9  | Іспанія (ESP)         | Чемпіонат світу 2023                   | 11    | Ігнасіо Бальтасар          | Ігнасіо Бальтасар |
| 10 | Польща (POL)          | Чемпіонат світу 2023                   | 13    | Павел Тарновський          | Павел Тарновський |
| 11 | Бразилія (BRA)        | Чемпіонат світу 2023                   | 16    | Матеус Ісаак               | Матеус Ісаак      |
| 12 | Швейцарія (SUI)       | Чемпіонат світу 2023                   | 21    | Елія Коломбо               | Елія Коломбо      |
| 13 | Китай (CHN)           | Азійські ігри 2022                     | 1     | Бі Кунь                    | Хуан Цзин'є       |
| 14 | Аруба (ARU)           | Панамериканські ігри 2023 (NAM)        | 2     | Етан Вестера               | Етан Вестера      |
| 15 | Аргентина (ARG)       | Панамериканські ігри 2023 (SAM)        | 4     | Франсіско Собіде           | Франсіско Собіде  |
| 16 | Алжир (ALG)           | Африканська регата 2023                | 1     | Рамі Будрума               | Рамі Будрума      |
| —  |                       | Регата Океанії 2023                    |       |                            |                   |
| 17 | Данія (DEN)           | Чемпіонат світу 2024 (Європа)          | 17    | Йоган Сее                  | Johan Søe         |
| 18 | Японія (JPN)          | Регата останнього шансу 2024           | 1     | Макото Томідзава           | Макото Томідзава  |
| 19 | США (USA)             | Регата останнього шансу 2024           | 2     | Ноа Лайонс                 | Ноа Лайонс        |
| 20 | Греція (GRE)          | Регата останнього шансу 2024           | 3     | Байрон Коккаланіс          | Байрон Коккаланіс |
| 21 | Литва (LTU)           | Регата останнього шансу 2024           | 4     | Ритіс Ясюнас               | Ритіс Ясюнас      |
| 22 | Гонконг (HKG)         | Регата останнього шансу 2024           | 5     | Чен Цзин Їнь               | Чен Цзин Їнь      |
| 23 | Словаччина (SVK)      | Програма Emerging Nations              | 8     | Роберт Кубін               | Роберт Кубін      |
| 24 | Фінляндія (FIN)       | Перерозподіл програми Emerging Nations | 7     | Якоб Еклунд                | Якоб Еклунд       |

### Формула Кайт (чоловіки)
| #  | Країна                  | Дисципліна                      | Місце | Яхтсмен, що кваліфікувався | Заявлений яхтсмен      |
| -- | ----------------------- | ------------------------------- | ----- | -------------------------- | ---------------------- |
| 1  | Франція (FRA)           | Країна-господарка               | Н/Д   | Н/Д                        | Аксель Мазелла         |
| 2  | Сінгапур (SGP)          | Чемпіонат світу 2023            | 1     | Максіміліан Медер          | Максіміліан Медер      |
| 3  | Словенія (SLO)          | Чемпіонат світу 2023            | 2     | Тоні Водішек               | Тоні Водішек           |
| 4  | Австрія (AUT)           | Чемпіонат світу 2023            | 4     | Валентін Бонтус            | Валентін Бонтус        |
| 5  | Італія (ITA)            | Чемпіонат світу 2023            | 5     | Ріккардо П'янозі           | Ріккардо П'янозі       |
| 6  | Кіпр (CYP)              | Чемпіонат світу 2023            | 6     | Деніс Тарадін              | Деніс Тарадін          |
| 7  | Китай (CHN)             | Чемпіонат світу 2023            | 7     | Хуан Цібінь                | Хуан Цібінь            |
| 8  | Хорватія (CRO)          | Чемпіонат світу 2023            | 8     | Мартин Доленць             | Мартин Доленць         |
| 9  | Бразилія (BRA)          | Чемпіонат світу 2023            | 9     | Бруну Лобу                 | Бруну Лобу             |
| 10 | Німеччина (GER)         | Чемпіонат Європи 2023           | 4     | Янніс Маус                 | Янніс Маус             |
| 11 | Таїланд (THA)           | Азійські ігри 2022              | 3     | Джонатан Вестон            | Джонатан Вестон        |
| 12 | Антигуа і Барбуда (ANT) | Панамериканські ігри 2023 (NAM) | 2     | Тайґер Тайсон              | Тайґер Тайсон          |
| 13 | Колумбія (COL)          | Панамериканські ігри 2023 (SAM) | 6     | Віктор Боланьйос           | Віктор Боланьйос       |
| 14 | Маврикій (MRI)          | Африканська регата 2023         | 1     | Жан Лорі Фенуйо            | Жан Лорі Фенуйо        |
| 15 | Нова Зеландія (NZL)     | Регата Океанії 2023             | 2     | Лукас Волтон-Кейм          | Лукас Волтон-Кейм      |
| 16 | Велика Британія (GBR)   | Регата останнього шансу 2024    | 1     | Коннор Бейнбридж           | Коннор Бейнбридж       |
| 17 | Польща (POL)            | Регата останнього шансу 2024    | 2     | Максиміліан Заковський     | Максиміліан Заковський |
| 18 | США (USA)               | Регата останнього шансу 2024    | 4     | Маркус Едеґран             | Маркус Едеґран         |
| 19 | Греція (GRE)            | Регата останнього шансу 2024    | 5     | Камерон Мараменідіс        | Камерон Мараменідіс    |
| 20 | Ізраїль (ISR)           | Регата останнього шансу 2024    | 6     | Дор Зарка                  | Дор Зарка              |

### ILCA 7
| #  | Країна                              | Дисципліна                         | Місце | Яхтсмен, що кваліфікувався | Заявлений яхтсмен          |
| -- | ----------------------------------- | ---------------------------------- | ----- | -------------------------- | -------------------------- |
| 1  | Франція (FRA)                       | Країна-господарка                  | Н/Д   | Н/Д                        | Жан-Батіст Берназ          |
| 2  | Австралія (AUS)                     | Чемпіонат світу 2023               | 1     | Метью Верн                 | Метью Верн                 |
| 3  | Велика Британія (GBR)               | Чемпіонат світу 2023               | 2     | Майкл Бекетт               | Майкл Бекетт               |
| 4  | Нова Зеландія (NZL)                 | Чемпіонат світу 2023               | 3     | Джордж Ґотрі               | Том Сондерс                |
| 5  | Італія (ITA)                        | Чемпіонат світу 2023               | 5     | Лоренцо К'яваріні          | Лоренцо К'яваріні          |
| 6  | Кіпр (CYP)                          | Чемпіонат світу 2023               | 6     | Павлос Контідес            | Павлос Контідес            |
| 7  | Нідерланди (NED)                    | Чемпіонат світу 2023               | 7     | Дюко Бос                   | Дюко Бос                   |
| 8  | Іспанія (ESP)                       | Чемпіонат світу 2023               | 8     | Хоакін Бланко              | Хоакін Бланко              |
| 9  | Норвегія (NOR)                      | Чемпіонат світу 2023               | 9     | Германн Томасгор           | Германн Томасгор           |
| 10 | Німеччина (GER)                     | Чемпіонат світу 2023               | 12    | Філіпп Буль                | Філіпп Буль                |
| 11 | Перу (PER)                          | Чемпіонат світу 2023               | 14    | Стефано Песк'єра           | Стефано Песк'єра           |
| 12 | Бельгія (BEL)                       | Чемпіонат світу 2023               | 15    | Вілльям де Смет            | Вілльям де Смет            |
| 13 | Фінляндія (FIN)                     | Чемпіонат світу 2023               | 18    | Каарле Таппер              | Каарле Таппер              |
| 14 | Угорщина (HUN)                      | Чемпіонат світу 2023               | 19    | Йонатан Ваднаї             | Йонатан Ваднаї             |
| 15 | Хорватія (CRO)                      | Чемпіонат світу 2023               | 21    | Тончі Стіпанович           | Тончі Стіпанович           |
| 16 | Ірландія (IRL)                      | Чемпіонат світу 2023               | 23    | Фінн Лінч                  | Фінн Лінч                  |
| 17 | Португалія (POR)                    | Чемпіонат світу 2023               | 24    | Едуарду Маркеш             | Едуарду Маркеш             |
| 18 | Сінгапур (SGP)                      | Азійські ігри 2022                 | 1     | Раян Ло                    | Раян Ло                    |
| 19 | Пуерто-Рико (PUR)                   | Панамериканські ігри 2023 (NAM)    | 6     | Педро Луїс Фернандес       | Педро Луїс Фернандес       |
| 20 | Аруба (ARU)                         | Панамериканські ігри 2023 (NAM)    | 7     | Юст ван Анголт             | Юст ван Анголт             |
| 21 | Аргентина (ARG)                     | Панамериканські ігри 2023 (SAM)    | 4     | Франсіско Гуаранья Рігонат | Франсіско Гуаранья Рігонат |
| 22 | Бразилія (BRA)                      | Панамериканські ігри 2023 (SAM)    | 5     | Бруну Фонтес               | Бруну Фонтес               |
| 23 | Єгипет (EGY)                        | Африканська регата 2023            | 1     | Алі Бадаві                 | Алі Бадаві                 |
| 24 | Ангола (ANG)                        | Африканська регата 2023            | 2     | Фліпе Франсіску Андре      | Фліпе Франсіску Андре      |
| 25 | Самоа (SAM)                         | Регата Океанії 2023                | 6     | Ероні Лейлуа               | Ероні Лейлуа               |
| 26 | Фіджі (FIJ)                         | Регата Океанії 2023                | 22    | Віліаме Ратулуї            | Віліаме Ратулуї            |
| 27 | Гонконг (HKG)                       | Азійська регата 2023               | 1     | Ніколас Голлідей           | Ніколас Голлідей           |
| 28 | Таїланд (THA)                       | Азійська регата 2023               | 2     | Артхіт Міхаїл Романюк      | Артхіт Міхаїл Романюк      |
| 29 | Гватемала (GUA)                     | Чемпіонат світу в класі ILCA 2024  | 13    | Хуан Ігнасіо Маельї        | Хуан Ігнасіо Маельї        |
| 30 | Чорногорія (MNE)                    | Чемпіонат світу в класі ILCA 2024  | 21    | Миливой Дукич              | Миливой Дукич              |
| 31 | Чилі (CHI)                          | Чемпіонат світу в класі ILCA 2024  | 24    | Клементе Сегель            | Клементе Сегель            |
| 32 | Данія (DEN)                         | Чемпіонат світу в класі ILCA 2024  | 25    | Йоган Шуберт               | Йоган Шуберт               |
| 33 | Індія (IND)                         | Чемпіонат світу в класі ILCA 2024  | 26    | Вішну Сараванан            | Вішну Сараванан            |
| 34 | Туреччина (TUR)                     | Чемпіонат світу в класі ILCA 2024  | 28    | Ялчин Чітак                | Ялчин Чітак                |
| —  | Швеція (SWE)                        | Чемпіонат світу в класі ILCA 2024  | 30    | Еміль Бенґтсон             |                            |
| 35 | Ізраїль (ISR)                       | Чемпіонат Європи в класі ILCA 2024 | 8     | Омер Віленчик              | Омер Віленчик              |
| 36 | Словенія (SLO)                      | Чемпіонат Європи в класі ILCA 2024 | 11    | Жан Лука Зелко             | Жан Лука Зелко             |
| 37 | Південна Корея (KOR)                | Регата останнього шансу 2024       | 1     | Ха Чі Мін                  | Ха Чі Мін                  |
| 38 | Естонія (EST)                       | Регата останнього шансу 2024       | 2     | Карл-Мартін Раммо          | Карл-Мартін Раммо          |
| 39 | Малайзія (MAS)                      | Регата останнього шансу 2024       | 3     | Хайрулнізам Афенді         | Хайрулнізам Афенді         |
| 40 | Польща (POL)                        | Регата останнього шансу 2024       | 4     | Міхал Красодовський        | Міхал Красодовський        |
| 41 | Сальвадор (ESA)                     | Програма Emerging Nations          | 9     | Енріке Аратун              | Енріке Аратун              |
| 42 | Британські Віргінські Острови (IVB) | Універсальні місця                 | Н/Д   | Н/Д                        | Тед Леттсом                |
| 43 | Сент-Люсія (LCA)                    | Універсальні місця                 | Н/Д   | Н/Д                        | Люк Шевр'є                 |

### 49er
| #  | Країна                | Дисципліна                             | Місце | Яхтсмен, що кваліфікувався         | Заявлений яхтсмен                  |
| -- | --------------------- | -------------------------------------- | ----- | ---------------------------------- | ---------------------------------- |
| 1  | Франція (FRA)         | Країна-господарка                      | Н/Д   | Н/Д                                | Ерван Фішер Клеман Пікен           |
| 2  | Нідерланди (NED)      | Чемпіонат світу 2023                   | 1     | Барт Ламбрікс Флоріс ван де Веркен | Барт Ламбрікс Флоріс ван де Веркен |
| 3  | Швейцарія (SUI)       | Чемпіонат світу 2023                   | 2     | Себастьєн Шнайтер Арно де Планта   | Себастьєн Шнайтер Арно де Планта   |
| 4  | Іспанія (ESP)         | Чемпіонат світу 2023                   | 3     | Флоріан Тріттель Дієго Ботін       | Флоріан Тріттель Дієго Ботін       |
| 5  | Нова Зеландія (NZL)   | Чемпіонат світу 2023                   | 4     | Ісаак Мак-Гарді Вільям Мак-Кензі   | Ісаак Мак-Гарді Вільям Мак-Кензі   |
| 6  | США (USA)             | Чемпіонат світу 2023                   | 5     | Ендрю Моллерус Ієн Майк-Даярмід    | Ієн Берроуз Ганс Генкен            |
| 7  | Велика Британія (GBR) | Чемпіонат світу 2023                   | 6     | Джеймс Пітерс Фін Стерріт          | Джеймс Пітерс Фін Стерріт          |
| 8  | Польща (POL)          | Чемпіонат світу 2023                   | 7     | Лукаш Пшибитек Яцек Пясецький      | Домінік Буксак Шимон Вежбицький    |
| 9  | Хорватія (CRO)        | Чемпіонат світу 2023                   | 8     | Шіме Фантела Міховіл Фантела       | Шіме Фантела Міховіл Фантела       |
| 10 | Данія (DEN)           | Чемпіонат світу 2023                   | 11    | Фредерік Раск Якоб Прехт Єнсен     | Ніколай Буль Даніель Нюборґ        |
| 11 | Австрія (AUT)         | Чемпіонат світу 2023                   | 12    | Беньямін Більдштайн Давід Гусль    | Беньямін Більдштайн Давід Гусль    |
| 12 | Канада (CAN)          | Панамериканські ігри 2023 (NAM)        | 3     | Вільям Джонс Джастін Барнс         | Вільям Джонс Джастін Барнс         |
| 13 | Уругвай (URU)         | Панамериканські ігри 2023 (SAM)        | 2     | Ернан Умп'єрре Фернандо Діс        | Ернан Умп'єрре Фернандо Діс        |
| 14 | Ірландія (IRL)        | Чемпіонат Європи 2023                  | 8     | Роберт Діксон Шон Вадділове        | Роберт Діксон Шон Вадділове        |
| —  |                       | Африканська регата 2023                |       |                                    |                                    |
| 15 | Австралія (AUS)       | Регата Океанії 2023                    | 1     | Джим Коллі Шон Коннор              | Джим Коллі Шон Коннор              |
| 16 | Китай (CHN)           | Азійська регата 2023                   | 1     | Вено Цзайдін Лю Тянь               | Вень Цзайдін Лю Тянь               |
| 17 | Німеччина (GER)       | Регата останнього шансу 2024           | 1     | Якоб Меґґендорфер Андреас Шпранґер | Якоб Меґґендорфер Андреас Шпранґер |
| 18 | Бельгія (BEL)         | Регата останнього шансу 2024           | 2     | Яннік Лефевр Ян Енінк              | Яннік Лефевр Ян Енінк              |
| 19 | Бразилія (BRA)        | Регата останнього шансу 2024           | 3     | Марко Граель Габрієл Сімойнш       | Марко Граель Габрієл Сімойнш       |
| 20 | Гонконг (HKG)         | Перерозподіл програми Emerging Nations | 7     | Акіра Сакаї Расселл Ейсворт        | Акіра Сакаї Расселл Ейсворт        |

## Жінки

### IQFoil (жінки)
| #  | Країна                           | Дисципліна                             | Місце | Яхтсмен, що кваліфікувався | Заявлений яхтсмен |
| -- | -------------------------------- | -------------------------------------- | ----- | -------------------------- | ----------------- |
| 1  | Франція (FRA)                    | Країна-господарка                      | Н/Д   | Н/Д                        | Елен Несмен       |
| 2  | Ізраїль (ISR)                    | Чемпіонат світу 2023                   | 1     | Шахар Тібі                 | Шарон Кантор      |
| 3  | Велика Британія (GBR)            | Чемпіонат світу 2023                   | 3     | Емма Вілсон                | Емма Вілсон       |
| 4  | Норвегія (NOR)                   | Чемпіонат світу 2023                   | 4     | Міна Мобекк                | Міна Мобекк       |
| 5  | Китай (CHN)                      | Чемпіонат світу 2023                   | 8     | Ян Чжен                    | Ян Чжен           |
| 6  | Мексика (MEX)                    | Чемпіонат світу 2023                   | 9     | Маріана Агілар             | Маріана Агілар    |
| 7  | Італія (ITA)                     | Чемпіонат світу 2023                   | 10    | Марта Маггетті             | Марта Маггетті    |
| 8  | Нідерланди (NED)                 | Чемпіонат світу 2023                   | 11    | Сара Веннекес              | Сара Веннекес     |
| 9  | Іспанія (ESP)                    | Чемпіонат світу 2023                   | 12    | Пілар Ламадрід             | Пілар Ламадрід    |
| 10 | Хорватія (CRO)                   | Чемпіонат світу 2023                   | 14    | Пальма Чарго               | Пальма Чарго      |
| 11 | Польща (POL)                     | Чемпіонат світу 2023                   | 19    | Мая Дзярновська            | Мая Дзярновська   |
| 12 | Нова Зеландія (NZL)              | Чемпіонат світу 2023                   | 22    | Веле тен Гаве              | Верле тен Гаве    |
| 13 | Гонконг (HKG)                    | Азійські ігри 2022                     | 2     | Ма Кван Чінґ               | Ма Кван Чінґ      |
| 14 | США (USA)                        | Панамериканські ігри 2023 (NAM)        | 2     | Домінік Стейтер            | Домінік Стейтер   |
| 15 | Аргентина (ARG)                  | Панамериканські ігри 2023 (SAM)        | 4     | К'яра Ферретті             | К'яра Ферретті    |
| —  |                                  | Африканська регата 2023                |       |                            |                   |
| —  | Австралія (AUS)                  | Регата Океанії 2023                    | 1     | Саманта Костін             |                   |
| 16 | Німеччина (GER)                  | Чемпіонат світу 2024 (Європа)          | 18    | Тереза Штайнляйн           | Тереза Штайнляйн  |
| 17 | Чехія (CZE)                      | Регата останнього шансу 2024           | 1     | Катержина Швікова          | Катержина Швікова |
| 18 | Швеція (SWE)                     | Регата останнього шансу 2024           | 3     | Йоганна Г'єртберґ          | Йоганна Г'єртберґ |
| —  | Допущені нейтральні атлети (ANA) | Регата останнього шансу 2024           | 4     | Анастасія Валькевич        |                   |
| 19 | Туреччина (TUR)                  | Регата останнього шансу 2024           | 5     | Мерве Ватан                | Мерве Ватан       |
| 20 | Словенія (SLO)                   | Регата останнього шансу 2024           | 6     | Ліна Ержен                 | Ліна Ержен        |
| 21 | Естонія (EST)                    | Програма Emerging Nations              | 7     | Інгрід Пууста              | Інгрід Пууста     |
| 22 | Австрія (AUT)                    | Перерозподіл програми Emerging Nations | 18    | Лорена Абіхт               | Лорена Абіхт      |
| —  | Швейцарія (SUI)                  | Перерозподіл програми Emerging Nations | 22    | Елена Шандера              |                   |
| 23 | Перу (PER)                       | Перерозподіл                           | 8     | Марія Базо                 | Марія Базо        |
| 24 | Кіпр (CYP)                       | Перерозподіл                           | 10    | Натаса Лаппа               | Натаса Лаппа      |

### Формула Кайт (жінки)
| #  | Країна                | Дисципліна                      | Місце | Яхтсмен, що кваліфікувався | Заявлений яхтсмен     |
| -- | --------------------- | ------------------------------- | ----- | -------------------------- | --------------------- |
| 1  | Франція (FRA)         | Країна-господарка               | Н/Д   | Н/Д                        | Нор'ян Ноло           |
| 2  | Велика Британія (GBR) | Чемпіонат світу 2023            | 2     | Елінор Олдрідж             | Елінор Олдрідж        |
| 3  | Нідерланди (NED)      | Чемпіонат світу 2023            | 5     | Аннелаус Ламмертс          | Аннелаус Ламмертс     |
| 4  | США (USA)             | Чемпіонат світу 2023            | 7     | Даніела Мороз              | Даніела Мороз         |
| 5  | Китай (CHN)           | Чемпіонат світу 2023            | 5     | Чень Цзин'юе               | Чень Цзин'юе          |
| 6  | Австралія (AUS)       | Чемпіонат світу 2023            | 11    | Бреяна Вайтгед             | Бреяна Вайтгед        |
| 7  | Ізраїль (ISR)         | Чемпіонат світу 2023            | 12    | Мая Ашкеназі               | Галь Цукерман         |
| 8  | Німеччина (GER)       | Чемпіонат світу 2023            | 14    | Леоні Маяєр                | Леоні Маяєр           |
| 9  | Італія (ITA)          | Чемпіонат світу 2023            | 15    | Маджі Пешетто              | Маджі Пешетто         |
| 10 | Іспанія (ESP)         | Чемпіонат Європи 2023           | 6     | Хісела Пулідо              | Хісела Пулідо         |
| 11 | Таїланд (THA)         | Азійські ігри 2022              | 2     | Беньяпа Джантаван          | Беньяпа Джантаван     |
| 12 | Канада (CAN)          | Панамериканські ігри 2023 (NAM) | 6     | Емілі Буґеджа              | Емілі Буґеджа         |
| 13 | Аргентина (ARG)       | Панамериканські ігри 2023 (SAM) | 2     | Каталіна Турієнсо          | Каталіна Турієнсо     |
| 14 | Маврикій (MRI)        | Африканська регата 2023         | 1     | Жулі Патюро                | Жулі Патюро           |
| 15 | Нова Зеландія (NZL)   | Регата Океанії 2023             | 2     | Люсі Білджер               | Джастіна Кітчен       |
| 16 | Швейцарія (SUI)       | Регата останнього шансу 2024    | 1     | Елена Ленґвілер            | Елена Ленґвілер       |
| 17 | Польща (POL)          | Регата останнього шансу 2024    | 2     | Юлія Дамасевич             | Юлія Дамасевич        |
| 18 | Туреччина (TUR)       | Регата останнього шансу 2024    | 4     | Дерін Атакан               | Дерін Атакан          |
| 19 | Австрія (AUT)         | Регата останнього шансу 2024    | 5     | Аліна Корнеллі             | Аліна Корнеллі        |
| 20 | Португалія (POR)      | Регата останнього шансу 2024    | 7     | Мафалда Переш де Ліма      | Мафалда Переш де Ліма |

### ILCA 6
| #  | Країна                  | Дисципліна                         | Місце | Яхтсмен, що кваліфікувався | Заявлений яхтсмен         |
| -- | ----------------------- | ---------------------------------- | ----- | -------------------------- | ------------------------- |
| 1  | Франція (FRA)           | Країна-господарка                  | Н/Д   | Н/Д                        | Луїз Сервера              |
| 2  | Угорщина (HUN)          | Чемпіонат світу 2023               | 1     | Марія Ерді                 | Марія Ерді                |
| 3  | Швейцарія (SUI)         | Чемпіонат світу 2023               | 2     | Мо Жає                     | Мо Жає                    |
| 4  | Данія (DEN)             | Чемпіонат світу 2023               | 3     | Анн-Марі Ріндом            | Анн-Марі Ріндом           |
| 5  | Нідерланди (NED)        | Чемпіонат світу 2023               | 4     | Маріт Боувместер           | Маріт Боувместер          |
| 6  | США (USA)               | Чемпіонат світу 2023               | 5     | Шарлотт Роуз               | Еріка Рейнеке             |
| 7  | Бельгія (BEL)           | Чемпіонат світу 2023               | 6     | Емма Плассхарт             | Емма Плассхарт            |
| 8  | Швеція (SWE)            | Чемпіонат світу 2023               | 7     | Юзефіна Ульссон            | Юзефіна Ульссон           |
| —  | Португалія (POR)        | Чемпіонат світу 2023               | 8     | Васілея Карахаліу          |                           |
| 9  | Італія (ITA)            | Чемпіонат світу 2023               | 9     | Кароліна Альбано           | К'яра Беніні Флоріані     |
| 10 | Австралія (AUS)         | Чемпіонат світу 2023               | 10    | Мара Странскі              | Зої Томсон                |
| 11 | Велика Британія (GBR)   | Чемпіонат світу 2023               | 11    | Ганна Шеллґроув            | Ганна Шеллґроув           |
| 12 | Німеччина (GER)         | Чемпіонат світу 2023               | 13    | Юлія Бюсельберґ            | Юлія Бюсельберґ           |
| 13 | Польща (POL)            | Чемпіонат світу 2023               | 18    | Аґата Барвінська           | Аґата Барвінська          |
| 14 | Норвегія (NOR)          | Чемпіонат світу 2023               | 19    | Ліне Флем Гест             | Ліне Флем Гест            |
| 15 | Аргентина (ARG)         | Чемпіонат світу 2023               | 23    | Люсія Фаласка              | Люсія Фаласка             |
| 16 | Канада (CAN)            | Чемпіонат світу 2023               | 24    | Сара Даґлас                | Сара Даґлас               |
| 17 | Малайзія (MAS)          | Азійські ігри 2022                 | 1     | Нур Шазрін Мохаммад Латіф  | Нур Шазрін Мохаммад Латіф |
| 18 | Бермуди (BER)           | Панамериканські ігри 2023 (NAM)    | 10    | Адріана Пенраддок          | Адріана Пенраддок         |
| 19 | Кайманові Острови (CAY) | Панамериканські ігри 2023 (NAM)    | 12    | Шарлотт Вебстер            | Шарлотт Вебстер           |
| 20 | Перу (PER)              | Панамериканські ігри 2023 (SAM)    | 5     | Флоренсія Чіарелья         | Флоренсія Чіарелья        |
| 21 | Чилі (CHI)              | Панамериканські ігри 2023 (SAM)    | 8     | Агустіна вон Аппен         | María José Poncell        |
| 22 | Єгипет (EGY)            | Африканська регата 2023            | 1     | Хулуд Мансі                | Хулуд Мансі               |
| 23 | Мозамбік (MOZ)          | Африканська регата 2023            | 2     | Дейзі Нхаквіль             | Дейзі Нхаквіль            |
| 24 | Нова Зеландія (NZL)     | Регата Океанії 2023                | 4     | Ґрета Пілкінґтон           | Ґрета Пілкінґтон          |
| 25 | Фіджі (FIJ)             | Регата Океанії 2023                | 8     | Софія Морган               | Софія Морган              |
| 26 | Китай (CHN)             | Азійська регата 2023               | 1     | Ґу Мінь                    | Ґу Мінь                   |
| 27 | Таїланд (THA)           | Азійська регата 2023               | 4     | Софія Монтґомері           | Софія Монтґомері          |
| 28 | Фінляндія (FIN)         | Чемпіонат світу в класі ILCA 2024  | 6     | Моніка Міккола             | Моніка Міккола            |
| 29 | Ірландія (IRL)          | Чемпіонат світу в класі ILCA 2024  | 20    | Еве Мак-Магон              | Еве Мак-Магон             |
| 30 | Уругвай (URU)           | Чемпіонат світу в класі ILCA 2024  | 29    | Долорес Морейра Фраскіні   | Долорес Морейра Фраскіні  |
| 31 | Іспанія (ESP)           | Чемпіонат світу в класі ILCA 2024  | 34    | Ана Монкада Санчес         | Ана Монкада Санчес        |
| 32 | Бразилія (BRA)          | Чемпіонат світу в класі ILCA 2024  | 35    | Габріела Кідд              | Габріела Кідд             |
| 33 | Туреччина (TUR)         | Чемпіонат світу в класі ILCA 2024  | 36    | Еджем Ґюзель               | Еджем Ґюзель              |
| 34 | Мексика (MEX)           | Чемпіонат світу в класі ILCA 2024  | 37    | Елена Етлінг               | Елена Етлінг              |
| 35 | Ізраїль (ISR)           | Чемпіонат світу в класі ILCA 2024  | 38    | Шай Какон                  | Шай Какон                 |
| 36 | Литва (LTU)             | Чемпіонат Європи в класі ILCA 2024 | 2     | Вікторія Андруліте         | Вікторія Андруліте        |
| 37 | Хорватія (CRO)          | Чемпіонат Європи в класі ILCA 2024 | 4     | Олена Воробйова            | Олена Воробйова           |
| 38 | Румунія (ROU)           | Регата останнього шансу 2024       | 1     | Ебру Болат                 | Ебру Болат                |
| 39 | Кіпр (CYP)              | Регата останнього шансу 2024       | 2     | Марілена Макрі             | Марілена Макрі            |
| 40 | Словенія (SLO)          | Регата останнього шансу 2024       | 3     | Лін Плетікос               | Лін Плетікос              |
| 41 | Індія (IND)             | Програма Emerging Nations          | 5     | Нетхра Куманан             | Нетхра Куманан            |
| 42 | Кувейт (KUW)            | Універсальні місця                 | Н/Д   | Н/Д                        | Аміна Шах                 |
| 43 | Самоа (SAM)             | Універсальні місця                 | Н/Д   | Н/Д                        | Ваймуя Ріплі              |

### 49erFX
| #  | Країна                | Дисципліна                             | Місце | Яхтсмен, що кваліфікувався          | Заявлений яхтсмен                            |
| -- | --------------------- | -------------------------------------- | ----- | ----------------------------------- | -------------------------------------------- |
| 1  | Франція (FRA)         | Країна-господарка                      | Н/Д   | Н/Д                                 | Шарлін Пікон Сара Стюарт                     |
| 2  | Швеція (SWE)          | Чемпіонат світу 2023                   | 1     | Вільма Бобек Ребекка Нетцлер        | Vilma Bobeck Ребекка Нетцлер                 |
| 3  | Нідерланди (NED)      | Чемпіонат світу 2023                   | 2     | Оділе ван Анголт Аннетт Дойц        | Оділе ван Анголт Аннетт Дойц                 |
| 4  | Австралія (AUS)       | Чемпіонат світу 2023                   | 3     | Олівія Прайс Еві Газелдін           | Олівія Прайс Еві Газелдін                    |
| 5  | Бельгія (BEL)         | Чемпіонат світу 2023                   | 4     | Ісаура Мано Анаук Ґертс             | Ісаура Мано Анаук Ґертс                      |
| 6  | Велика Британія (GBR) | Чемпіонат світу 2023                   | 5     | Фрея Блек Саскія Тайді              | Фрея Блек Саскія Тайді                       |
| 7  | Нова Зеландія (NZL)   | Чемпіонат світу 2023                   | 6     | Джо Алех Моллі Міч                  | Джо Алех Моллі Міч                           |
| 8  | США (USA)             | Чемпіонат світу 2023                   | 7     | Стефані Робле Меґґі Ше              | Стефані Робле Меґґі Ше                       |
| 9  | Норвегія (NOR)        | Чемпіонат світу 2023                   | 8     | Пія Даль Андерсен Нора Едланд       | Гелене Несс Марі Реннінґен                   |
| 10 | Іспанія (ESP)         | Чемпіонат світу 2023                   | 9     | Тамара Ечегоєн Паула Барсело        | Тамара Ечегоєн Паула Барсело                 |
| 11 | Данія (DEN)           | Чемпіонат світу 2023                   | 10    | Йоганне Шмідт Андреа Шмідт          | Йоганне Шмідт Андреа Шмідт                   |
| 12 | Канада (CAN)          | Панамериканські ігри 2023 (NAM)        | 3     | Александра Тен Гоув Мерая Міллен    | Антонія Левен-ЛаФранс Georgia Lewin-LaFrance |
| 13 | Бразилія (BRA)        | Панамериканські ігри 2023 (SAM)        | 1     | Мартіна Граель Кахена Кунце         | Мартіна Граель Кахена Кунце                  |
| 14 | Італія (ITA)          | Чемпіонат Європи 2023                  | 2     | Яна Джермані Джорджия Бертуцці      | Яна Джермані Джорджия Бертуцці               |
| —  |                       | Африканська регата 2023                |       |                                     |                                              |
| —  |                       | Регата Океанії 2023                    |       |                                     |                                              |
| 15 | Китай (CHN)           | Азійська регата 2023                   | 1     | Ху Сяоюй Шань Мен'юань              | Ху Сяоюй Шань Мен'юань                       |
| 16 | Польща (POL)          | Регата останнього шансу 2024           | 1     | Александра Мелзацька Сандра Янковяк | Александра Мелзацька Сандра Янковяк          |
| 17 | Німеччина (GER)       | Регата останнього шансу 2024           | 3     | Марла Берґманн Ганна Вілле          | Марла Берґманн Ганна Вілле                   |
| 18 | Фінляндія (FIN)       | Регата останнього шансу 2024           | 4     | Ронья Ґренблом Веера Гокка          | Ронья Ґренблом Веера Гокка                   |
| 19 | Японія (JPN)          | Перерозподіл програми Emerging Nations | 6     | Місакі Танака Сера Наґамацу         | Місакі Танака Сера Наґамацу                  |
| 20 | Чехія (CZE)           | Перерозподіл програми Emerging Nations | 10    | Зофія Бурська Сара Ткадлецова       | Зофія Бурська Сара Ткадлецова                |

## Змішані дисципліни

### 470
| #  | Країна                | Дисципліна                    | Місце | Яхтсмен, що кваліфікувався                           | Заявлений яхтсмен                                    |
| -- | --------------------- | ----------------------------- | ----- | ---------------------------------------------------- | ---------------------------------------------------- |
| 1  | Франція (FRA)         | Країна-господарка             | Н/Д   | Н/Д                                                  | Жеремі Міон Каміль Леконтр                           |
| 2  | Японія (JPN)          | Чемпіонат світу 2023          | 1     | Кейдзю Окада Міхо Йосіока                            | Кейдзю Окада Міхо Йосіока                            |
| 3  | Іспанія (ESP)         | Чемпіонат світу 2023          | 2     | Жорді Ксаммар Нора Бругман                           | Жорді Ксаммар Нора Бругман                           |
| 4  | Австрія (AUT)         | Чемпіонат світу 2023          | 4     | Лара Вадлау Лукас Мер                                | Лара Вадлау Лукас Мер                                |
| 5  | Німеччина (GER)       | Чемпіонат світу 2023          | 5     | Анастасія Вінкель Мальте Вінкель                     | Анна Маркфорт Сімон Діш                              |
| 6  | Швеція (SWE)          | Чемпіонат світу 2023          | 6     | Антон Дальберг Ловіса Карлссон                       | Антон Дальберг Ловіса Карлссон                       |
| 7  | Ізраїль (ISR)         | Чемпіонат світу 2023          | 7     | Ноа Ласрі Нітай Хассон                               | Ноа Ласрі Нітай Хассон                               |
| 8  | Португалія (POR)      | Чемпіонат світу 2023          | 10    | Педро Коста Кароліна Жуан                            | Педро Коста Кароліна Жуан                            |
| 9  | Швейцарія (SUI)       | Чемпіонат світу 2023          | 12    | Їв Мермо Майя Зігенталер                             | Їв Мермо Майя Зігенталер                             |
| 10 | Австралія (AUS)       | Регата Океанії 2023           | 2     | Нія Джервуд Конор Ніколас                            | Нія Джервуд Конор Ніколас                            |
| 11 | Китай (CHN)           | Азійська регата 2023          | 1     | Сюй Мін Ту Яхань                                     | Сюй Цзанцзюнь Люй Їсяо                               |
| 12 | Ангола (ANG)          | Чемпіонат світу 2024 (Africa) | 59    | Матіас Монтінью Мануела Паулу                        | Матіас Монтінью Мануела Паулу                        |
| 13 | Велика Британія (GBR) | Чемпіонат світу 2024 (Європа) | 2     | Віта Гіткоут Кріс Грубе                              | Віта Гіткоут Кріс Грубе                              |
| 14 | США (USA)             | Чемпіонат світу 2024 (NAM)    | 26    | Стюарт Макней Лара Даллман-Вайсс                     | Стюарт Макней Лара Даллман-Вайсс                     |
| 15 | Бразилія (BRA)        | Чемпіонат світу 2024 (SAM)    | 27    | Енріке Аддад Ізабель Сван                            | Енріке Аддад Ізабель Сван                            |
| 16 | Італія (ITA)          | Регата останнього шансу 2024  | 1     | Джакомо Феррарі Алессандра Дуббіні                   | Бруно Феста Елена Берта                              |
| 17 | Словенія (SLO)        | Регата останнього шансу 2024  | 3     | Тіна Мрак Якоб Божич                                 | Тіна Мрак Якоб Божич                                 |
| 18 | Греція (GRE)          | Регата останнього шансу 2024  | 4     | Аріадне-Параскеві Спанакі Одіссеас-Еммануїл Спанакіс | Аріадне-Параскеві Спанакі Одіссеас-Еммануїл Спанакіс |
| 19 | Туреччина (TUR)       | Регата останнього шансу 2024  | 5     | Лара Налбантоглу Деніз Чинар                         | Лара Налбантоглу Деніз Чинар                         |

### Накра 17
| #  | Країна                | Дисципліна                             | Місце | Яхтсмен, що кваліфікувався              | Заявлений яхтсмен                       |
| -- | --------------------- | -------------------------------------- | ----- | --------------------------------------- | --------------------------------------- |
| 1  | Франція (FRA)         | Країна-господарка                      | Н/Д   | Н/Д                                     | Тім Мурньяк Лу Бертолом'є               |
| 2  | Італія (ITA)          | Чемпіонат світу 2023                   | 1     | Руджеро Тіта Катеріна Банті             | Руджеро Тіта Катеріна Банті             |
| 3  | Велика Британія (GBR) | Чемпіонат світу 2023                   | 2     | Джон Ґімсон Анна Барнет                 | Джон Ґімсон Анна Барнет                 |
| 4  | Швеція (SWE)          | Чемпіонат світу 2023                   | 3     | Еміль Єрудд Сесілія Юнссон              | Еміль Єрудд Сесілія Юнссон              |
| 5  | Нідерланди (NED)      | Чемпіонат світу 2023                   | 4     | Лайла ван дер Мер Б'ярне Баувер         | Лайла ван дер Мер Б'ярне Баувер         |
| 6  | Німеччина (GER)       | Чемпіонат світу 2023                   | 7     | Пауль Кольхофф Аліка Штулеммер          | Пауль Кольхофф Аліка Штулеммер          |
| 7  | Нова Зеландія (NZL)   | Чемпіонат світу 2023                   | 8     | Міка Вілкінсон Еріка Довсон             | Міка Вілкінсон Еріка Довсон             |
| 8  | Аргентина (ARG)       | Чемпіонат світу 2023                   | 9     | Матео Махдалані Еухенія Боско           | Матео Махдалані Еухенія Боско           |
| 9  | Фінляндія (FIN)       | Чемпіонат світу 2023                   | 10    | Сінем Куртбай Акселі Кескінен           | Сінем Куртбай Акселі Кескінен           |
| 10 | Іспанія (ESP)         | Чемпіонат світу 2023                   | 11    | Тара Пачеко Андрес Барріо Гарсія        | Тара Пачеко Андрес Барріо Гарсія        |
| 11 | США (USA)             | Панамериканські ігри 2023 (NAM)        | 2     | Сара Ньюберрі-Мур Девід Лібенберґ       | Сара Ньюберрі-Мур Девід Лібенберґ       |
| 12 | Бразилія (BRA)        | Панамериканські ігри 2023 (SAM)        | 3     | Самуель Альбрехт Габріела Ніколіно      | Жуан Сімсен Маріна Арндт                |
| 13 | Австрія (AUT)         | Чемпіонат Європи 2023                  | 4     | Лукас Габерль Таня Франк                | Лукас Габерль Таня Франк                |
| —  |                       | Африканська регата 2024                |       |                                         |                                         |
| 14 | Австралія (AUS)       | Регата Океанії 2023                    | 1     | Брін Лідделл Ріаннон Браун              | Брін Лідделл Ріаннон Браун              |
| 15 | Китай (CHN)           | Азійська регата 2023                   | 1     | Май Хуейцун Чень Ліньлінь               | Май Хуейцун Чень Ліньлінь               |
| 16 | Данія (DEN)           | Регата останнього шансу 2024           | 1     | Наташа Саоума-Педерсен Матіас Борресков | Наташа Саоума-Педерсен Матіас Борресков |
| 17 | Туреччина (TUR)       | Регата останнього шансу 2024           | 2     | Аліджан Кайнар Бесте Кайнакчи           | Аліджан Кайнар Бесте Кайнакчи           |
| 18 | Бельгія (BEL)         | Регата останнього шансу 2024           | 3     | Лукас Клайссенс Еліне Верстрален        | Лукас Клайссенс Еліне Верстрален        |
| 19 | Японія (JPN)          | Перерозподіл програми Emerging Nations | 5     | Сібукі Іцука Оура Нішіда Капіґлія       | Сібукі Іцука Оура Нішіда Капіґлія       |